# Çağla Büyükakçay
Çağla Buyukakcay (Adana, 28 de septiembre de 1989) es una jugadora de tenis profesional turca. Es miembro del equipo de tenis Enkaspor.
Buyukakcay ha ganado seis títulos en sencillos y quince títulos de dobles en la gira ITF en su carrera. El 29 de agosto de 2016, ella alcanzó sus mejores ranking el cual fue 66 del mundo número. El 29 de febrero de 2016, alcanzó el puesto número 111 del mundo en el ranking de dobles. 
Ella es la jugadora turca de mayor éxito en tenis individual de la mujer, ya que ella es la única mujer turca en top 200 del mundo. Ella también fue la primera jugadora de tenis de las mujeres de Turquía para jugar un torneo de clasificación de Grand Slam en sencillos en el (Abierto de Estados Unidos de 2010). 
Buyukakcay hizo su debut con el equipo de Turquía Copa Federación en 2004, acumulando un récord total de 23-14.

## Títulos WTA (1; 1+0)

### Individual (1)
| Leyenda                    |
| -------------------------- |
| Grand Slam (0)             |
| Juegos Olímpicos (0)       |
| WTA Tour Championships (0) |
| Premier Mandatory (0)      |
| Premier 5 (0)              |
| Premier (0)                |
| International (1)          |

| N.º | Fecha               | Torneo   | Superficie    | Oponentes     | Resultado     |
| --- | ------------------- | -------- | ------------- | ------------- | ------------- |
| 1.  | 24 de abril de 2016 | Estambul | Tierra batida | Danka Kovinić | 3-6, 6-2, 6-3 |

### Dobles (0)
| Leyenda                    |
| -------------------------- |
| Grand Slam (0)             |
| Juegos Olímpicos (0)       |
| WTA Tour Championships (0) |
| Premier Mandatory (0)      |
| Premier 5 (0)              |
| Premier (0)                |
| International (0)          |

#### Finalista (2)
| N.º | Fecha               | Torneos  | Superficie    | Pareja          | Oponentes                       | Resultado        |
| --- | ------------------- | -------- | ------------- | --------------- | ------------------------------- | ---------------- |
| 1.  | 13 de julio de 2014 | Bucarest | Tierra batida | Karin Knapp     | Elena Bogdan Alexandra Cadanțu  | 4-6, 6-3, [5-10] |
| 2.  | 26 de julio de 2015 | Estambul | Dura          | Jelena Janković | Daria Gavrilova Elina Svitólina | 7-5, 1-6, [4-10] |

## Títulos ITF

### Individual (9)
| Torneos de $100,000 |
| Torneos de $80,000  |
| Torneos de $60,000  |
| Torneos de $25,000  |
| Torneos de $15,000  |
| Torneos de $10,000  |

| N.º | Fecha                    | Torneo                        | Superficie    | Oponentes           | Resultado        |
| --- | ------------------------ | ----------------------------- | ------------- | ------------------- | ---------------- |
| 1.  | 3 de junio de 2007       | Estambul, Turquía             | Dura          | Ria Dörnemann       | 6–4, 6–3         |
| 2.  | 1 de junio de 2008       | Gaziantep, Turquía            | Dura          | Pemra Özgen         | 7–5, 6–4         |
| 3.  | 21 de junio de 2009      | Estambul, Turquía             | Dura          | Galina Fokina       | 6–2, 6–3         |
| 4.  | 9 de mayo de 2010        | Járkov, Ucrania               | Dura          | Natalia Orlova      | 6–4, 6–1         |
| 5.  | 11 de julio de 2010      | Valladolid, España            | Dura          | Ling Zhang          | 7–6(7-2), 6–3    |
| 6.  | 31 de marzo de 2014      | Edgbaston, Reino Unido        | Dura (i)      | Pauline Parmentier  | 6–4, 2–6, 6–2    |
| 7.  | 12 de septiembre de 2015 | Batumi, Georgia               | Dura          | Alena Tarasova      | 6-2, 6-0         |
| 8.  | 9 de noviembre de 2015   | Dubái, Emiratos Árabes Unidos | Dura          | Klára Koukalová     | 6–7(4), 6–4, 6–4 |
| 9.  | 3 de junio de 2018       | Grado, Italy                  | tierra batida | Martina di Giuseppe | 6–2, 6–2         |

### Dobles (15)
| Torneos de $100,000 |
| Torneos de $75,000  |
| Torneos de $50,000  |
| Torneos de $25,000  |
| Torneos de $15,000  |
| Torneos de $10,000  |

| N.º | Fecha                    | Torneos                       | Superficie | Pareja              | Oponentes                                 | Resultado        |
| --- | ------------------------ | ----------------------------- | ---------- | ------------------- | ----------------------------------------- | ---------------- |
| 1.  | 21 de mayo de 2006       | Antalya, Turquía              | Dura       | Alena Bayarchyk     | Galina Semenova Tatsiana Teterina         | 6-3, 7-6(3)      |
| 2.  | 2 de junio de 2007       | Estambul, Turquía             | Dura       | Ria Dörnemann       | Maja Kambic Avgusta Tsybysheva            | 6–2, 6–4         |
| 3.  | 31 de mayo de 2008       | Gaziantep, Turquía            | Dura       | Pemra Özgen         | Volha Duko Ana Jikia                      | 2-0, ret.        |
| 4.  | 7 de junio de 2008       | Gaziantep, Turquía            | Dura       | Pemra Özgen         | Emilia Arnaudovska Yuliana Umanets        | 6-2, 6-0         |
| 5.  | 6 de diciembre de 2008   | Vinaros, España               | Arcilla    | Lucía Sainz-Pelegri | Yera Campos Molina Leticia Costas-Moreira | 6-4, 3-6, [10-7] |
| 6.  | 18 de abril de 2009      | Antalya, Turquía              | Dura       | Pemra Özgen         | Tetyana Arefyeva Anastasiya Lytovchenko   | 6-4, 6-2         |
| 7.  | 17 de octubre de 2009    | Antalya, Turquía              | Arcilla    | Albina Khabibulina  | Amanda Carreras Valentina Confalonieri    | 2–6, 7–5, [10–7] |
| 8.  | 24 de octubre de 2011    | Netanya, Israel               | Dura       | Pemra Özgen         | Nicole Clerico Julia Glushko              | 7-5, 6-3         |
| 9.  | 29 de octubre de 2012    | Estambul, Turquía             | Dura (i)   | Pemra Özgen         | Nigina Abduraimova Ksenia Palkina         | 6-2, 6-1         |
| 10. | 16 de septiembre de 2013 | Shrewsbury, Reino Unido       | Dura (i)   | Pemra Özgen         | Samantha Murray Jade Windley              | 4-6, 6-4, [10-8] |
| 11. | 27 de septiembre de 2013 | Loughborough, Reino Unido     | Dura (i)   | Pemra Özgen         | Magda Linette Tereza Smitková             | 6–2, 5–7, [10–6] |
| 12. | 1 de noviembre de 2013   | Estambul, Turquía             | Dura (i)   | Pemra Özgen         | Sofia Shapatava Anastasiya Vasylyeva      | 6–3, 6–2         |
| 13. | 20 de diciembre de 2013  | Ankara, Turquía               | Dura (i)   | Yuliya Beygelzimer  | Eleni Daniilidou Aleksandra Krunić        | 6–3, 6–3         |
| 15. | 9 de noviembre de 2015   | Dubái, Emiratos Árabes Unidos | Dura       | Maria Sakkari       | Elise Mertens İpek Soylu                  | 7–6(6), 6–4      |